# Apechthis rufata
Apechthis rufata är en stekelart som först beskrevs av Gmelin 1790.  Apechthis rufata ingår i släktet Apechthis och familjen brokparasitsteklar. Arten är reproducerande i Sverige.

## Underarter
Arten delas in i följande underarter:
- A. r. rectilineata
- A. r. arcinterrupta